# 烏斯塔沙
乌斯塔沙（直译：「崛起」）是克罗地亚历史上一个法西斯极端民族主义组织，因在二战期间杀害了大量塞爾維亞人、犹太人、罗姆人以及异见人士而为人所知。
乌斯塔沙－克罗地亚革命运动的指导理念为法西斯主义，天主教派思想以及克罗地亚民族主义。该组织认同大克罗地亚的理念，认为其地理边界是从德里纳河延伸到贝尔格莱德边界。运动基于反犹太人，反罗姆人以及反塞尔维亚种族情绪（Anti-Serb sentiment）的纳粹种族理论，通过对反法西斯者，持不同政见的克罗地亚人和波什尼亚人的迫害，以达到保持克罗地亚种族 “纯洁性” 的目的。另外，乌斯塔沙组织认为波什尼亚人是 “信仰伊斯兰教的克罗地亚人”，因此波什尼亚人没有受到种族清洗的迫害。
乌斯塔沙拥护罗马天主教和伊斯兰教为克罗地亚人的宗教，并反对东正教，因为这是塞尔维亚人的主要宗教。罗马天主教几乎等同于克罗地亚民族主义，而在波斯尼亚和黑塞哥维那拥有大量追随者的伊斯兰教被乌斯塔沙称赞为“保持克罗地亚人血统”的宗教。
乌斯塔沙最初作为一个民族主义组织成立，旨在建立一个独立的克罗地亚国家，并在第二次世界大战前作为恐怖组织运作。1941年，乌斯塔沙上台执政，他们被任命为克罗地亚独立国统治轴心国占领的南斯拉夫的一部分，这是一个由法西斯意大利和纳粹德国建立的准保护国傀儡国家。乌斯塔沙民兵成为其在新国家的军事部门。
乌斯塔沙政权在军事上软弱无力，缺乏克罗地亚人的普遍支持，难以在民众中获得大量支持。因此，恐怖将是他们控制“种族差异”人口的手段。乌斯塔沙政权最初得到了部分克罗地亚人口的支持，这些人口在两次世界大战期间在塞尔维亚人领导的南斯拉夫感到受到压迫，但他们的野蛮政策很快疏远了许多普通克罗地亚人，并导致他们失去了通过建立克罗地亚民族国家而获得的支持。
随着德国投降、第二次世界大战的结束和 1945 年南斯拉夫社会主义联邦共和国的建立，乌斯塔沙以及克罗地亚独立国彻底崩溃。乌斯塔沙民兵和克罗地亚国民警卫队的许多成员随后在布莱堡遣返中被新政府屠杀。地下和流亡的继任组织，如十字军游击队和克罗地亚解放运动，也是由前乌斯塔沙成员创建的，并试图继续与新政府对抗，但没有结果。

## 思想与行为

### 意识形态根源

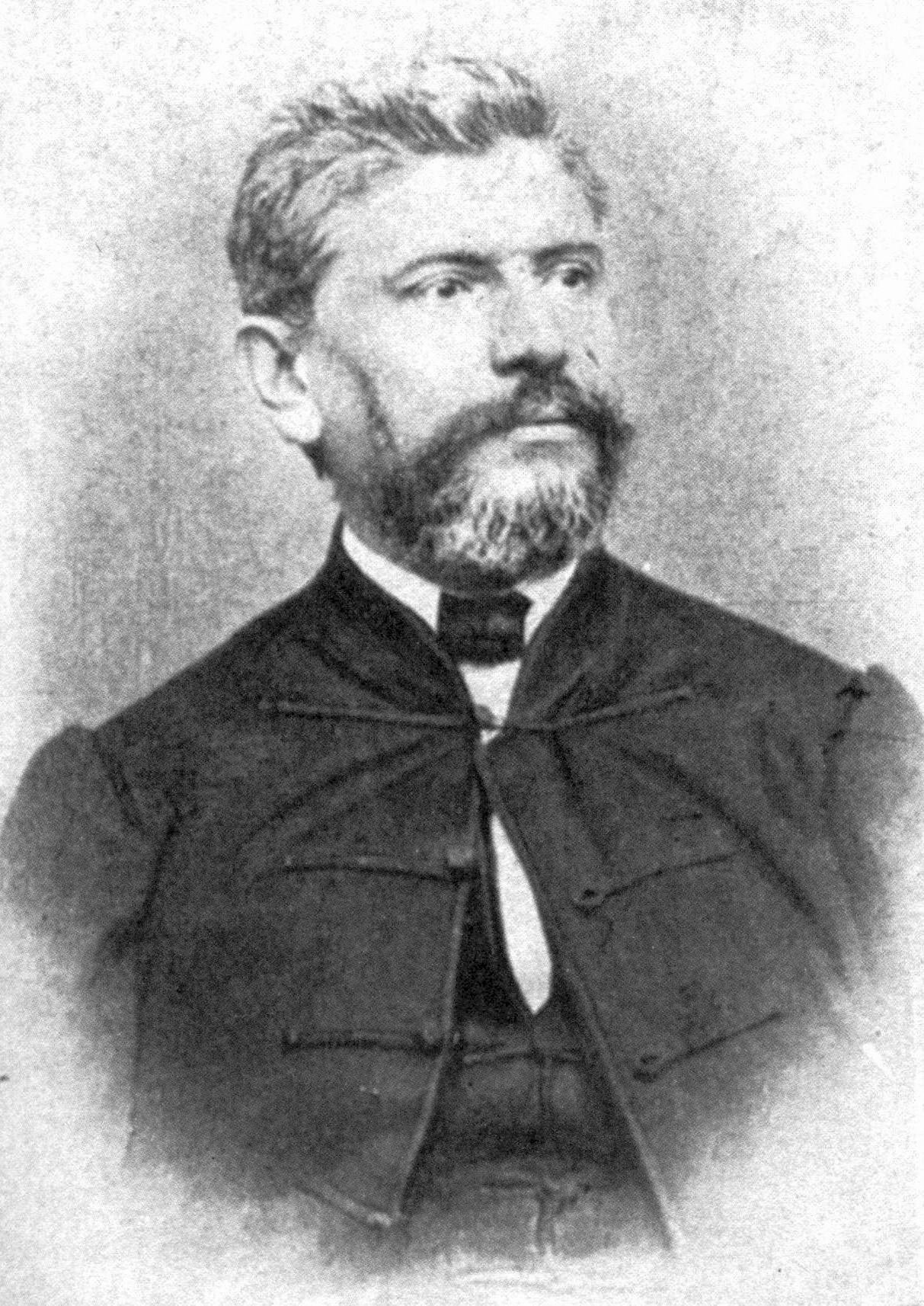
安特·斯塔尔切维奇

对乌斯塔沙的克罗地亚民族主义意识形态影响最大的人物是19世纪的克罗地亚活动家安特·斯塔尔切维奇，他是克罗地亚独立和统一的倡导者，在他的观点上既反哈布斯堡王朝又反塞尔维亚。
他设想建立一个大克罗地亚，其中包括波斯尼亚人、塞尔维亚人和斯洛文尼亚人居住的领土，认为波斯尼亚人和塞尔维亚人是皈依伊斯兰教和东正教的克罗地亚人，同时认为斯洛文尼亚人是“山地克罗地亚人”。斯塔尔切维奇认为，塞族人在大克罗地亚声称的领土上的大量存在是最近在哈布斯堡统治者的鼓励下的结果，他们接受了东正教并认为自己是塞尔维亚人。斯塔尔切维奇钦佩波斯尼亚人，因为在他看来，他们是克罗地亚人，他们皈依伊斯兰教是为了维护奥斯曼帝国占领下的波斯尼亚和克罗地亚的自治。
乌斯塔沙利用斯塔尔切维奇的理论推动波斯尼亚和黑塞哥维那并入克罗地亚，并承认克罗地亚有两个主要的民族文化成分：天主教徒和穆斯林。乌斯塔沙试图代表斯塔尔切维奇与他们的观点有关。而另一名活动家约瑟普·弗兰克脱离了斯塔尔切维奇的权利党，成立了自己的纯粹权利党，成为随后乌斯塔沙运动的主要成员库。历史学家约翰·保罗·纽曼指出，奥匈帝国军官“坚定不移地反对南斯拉夫，这为克罗地亚激进右翼乌斯塔沙提供了蓝图”。
乌斯塔沙宣传了米兰·舒夫莱博士的理论，据信他声称克罗地亚是“几个世纪以来西方文明最坚固的城墙之一”，而1918年南斯拉夫成立与塞尔维亚的联盟中失去了这种城墙。同时，乌斯塔沙也接受了天主教神父克鲁诺斯拉夫·德拉加诺维奇神父于1935年的论文，他声称黑塞哥维那南部的许多天主教徒在16世纪和17世纪皈依东正教，以证明该地区东正教基督徒皈依天主教的政策是正当的。
乌斯塔沙深受纳粹主义和法西斯主义的影响。其领导人安特·帕韦利奇（Ante Pavelić）担任克罗地亚领袖的职位。乌斯塔沙和其他法西斯主义者一样，提倡社团主义经济。帕韦利奇和乌斯塔沙在被流放出南斯拉夫后被墨索里尼允许在意大利避难。自1927年以来，帕韦利奇一直在与意大利进行谈判，其中包括主张领土换主权，他将容忍意大利吞并克罗地亚的达尔马提亚以换取意大利支持独立的克罗地亚。乌斯塔沙意识形态也被几位作者描述为“教权法西斯主义”，他们强调运动对罗马天主教的重视。
墨索里尼对乌斯塔沙的支持是基于务实的考虑，例如最大化意大利在巴尔干半岛和亚得里亚海的影响力。1937年后，随着德国对莱茵兰再军事化，法国在欧洲的影响力减弱，以及米兰·斯托亚迪诺维奇领导的南斯拉夫准法西斯政府的崛起，墨索里尼放弃了对乌斯塔沙的支持，并寻求改善与南斯拉夫的关系，他担心对南斯拉夫的持续敌意将导致南斯拉夫被德国纳入自己势力范围。
随着准法西斯主义斯托亚迪诺维奇政权的垮台使得意大利恢复了对乌斯塔沙的支持，乌斯塔沙的目标是建立一个独立的克罗地亚，与意大利建立个人联盟。然而，意大利对乌斯塔沙的不信任与日俱增。墨索里尼的女婿、意大利外交部长加莱亚佐·齐亚诺伯爵在日记中指出：“公爵（即墨索里尼）对帕维利奇感到愤慨，因为他声称克罗地亚人是哥特人的后裔。这将带他们进入德国人的势力范围。
匈牙利强烈支持乌斯塔沙，目的有两个。第一，为了削弱南斯拉夫并收复一些失去的领土。第二，匈牙利也希望将来与克罗地亚独立国建立牢固的联盟，并可能加入共主联邦。
纳粹德国最初不支持克罗地亚独立国，也不支持乌斯塔沙，希特勒强调“强大而统一的南斯拉夫”的重要性。包括赫尔曼·戈林在内的纳粹官员希望南斯拉夫在战争期间保持稳定和正式中立，以便德国能够继续安全地获得南斯拉夫的原材料出口。纳粹对乌斯塔沙感到恼火，其中包括内政部部长海因里希·希姆莱，他对克罗地亚独立国没有完全遵守纳粹灭绝犹太人的协议感到不满，因为乌斯塔沙允许皈依天主教的犹太人成为“荣誉克罗地亚人”，也因此免于迫害。

### 政治纲领和议程
1932年，由乌斯塔沙领导人安特·帕韦利奇出版的《乌斯塔沙报》第一期的一篇社论宣称，暴力和恐怖将是乌斯塔沙实现其目标的主要手段：
刀、左轮手枪、机枪和定时炸弹，这些是偶像，这些是宣布克罗地亚独立国黎明和复活的钟声。
1933年，乌斯塔沙提出了“十七项原则”，形成了该运动的官方意识形态。这阐明了克罗地亚民族的独特性，促进集体权利高于个人权利，并宣布“不受欢迎的”克罗地亚人将被排除在政治生活之外。
那些被认为是“不受欢迎的人”遭到了大规模迫害。这些原则要求建立一个既不是资本主义也不是共产主义的新经济体系，并强调罗马天主教会和父权制家庭作为维持社会秩序和道德的手段的重要性（现代历史学家对乌斯塔沙意识形态的这一特定方面给出的名称各不相同有“国家天主教”，“政治天主教”和“天主教克罗地亚主义)。执政期间，乌斯塔沙禁止避孕，并收紧了禁止亵渎的法律。
乌斯塔沙认为克罗地亚人是第拿里人种的一部分，但拒绝克罗地亚人是斯拉夫人的观点，声称他们主要是哥特人的日耳曼血统。乌斯塔沙认为，一个政府自然必须是强大和专制的。该运动反对议会民主，认为它是“腐败的”，并且反对马克思主义和共产主义干涉家庭生活和经济及其物质主义。乌斯塔沙认为相互竞争的政党和民选议会损害了自己的利益。
乌斯塔沙承认罗马天主教和伊斯兰教是克罗地亚人民的国教，但拒绝东正教，认为东正教与他们水火不相容。虽然乌斯塔沙重视宗教，但它强调对国家的责任优先于宗教习俗。
执政期间，乌斯塔沙禁止使用“塞尔维亚东正教信仰”一词，要求用“希腊-东方信仰”代替。乌斯塔沙强行将许多东正教教徒皈依天主教，谋杀和驱逐了85%的东正教神父，并掠夺和烧毁了许多东正教教堂。乌斯塔沙还迫害那些不承认教皇无误的天主教徒。1942年7月2日，克罗地亚东正教会成立，以作为摧毁塞尔维亚东正教的进一步手段，但这个新教会获得的追随者很少。
乌斯塔沙对穆斯林的克罗地亚公民身份附加了条件，例如声称支持南斯拉夫的穆斯林将不被视为克罗地亚人或公民，而是被视为“穆斯林塞族人”，可以剥夺财产并被监禁。

### 反犹太主义
虽然最初的重点是针对塞尔维亚人，但随着乌斯塔沙越来越接近纳粹，他们采取了反犹太主义。1936年，安特·帕维利奇在“克罗地亚人的敌人”中将犹太人排在“克罗地亚人的敌人”（仅次于塞尔维亚人和共济会之后，但在共产党之前）中排名第三：
“今天，克罗地亚几乎所有的金融和商业都掌握在犹太人手中。这只有在国家的支持下才有可能，因此，一方面寻求加强亲塞尔维亚的犹太人，另一方面寻求削弱克罗地亚的民族力量。犹太人非常高兴地庆祝所谓的南斯拉夫国家的建立，因为一个独立的克罗地亚对他们来说永远不可能像多民族南斯拉夫那样有用，因为在国家混乱中蕴藏着犹太人的力量...事实上，正如犹太人所预见的那样，由于塞尔维亚官员生活的腐败，南斯拉夫成为犹太人的黄金国。
掌权后，乌斯塔沙立即出台了一系列纳粹式的法令。1941年4月30日乌斯塔沙宣布了“关于种族血统的法律法令”、“关于保护雅利安血统和克罗地亚人民荣誉的法律法令”和“关于公民身份的法律规定”。这些法令定义了谁是犹太人，并剥夺了所有非雅利安人（即犹太人和罗姆人）的公民权。到1941年4月底，也就是纳粹在德国实施类似措施的几个月前，乌斯塔沙要求所有犹太人佩戴徽章，通常是黄色的大卫之星。乌斯塔沙于1941年10月10日宣布了“关于犹太人和犹太人的公司财产国有化的法律规定”，并没收了所有犹太人财产。
1941年4月10日至11日，在实施计划的第一天，乌斯塔沙就逮捕了一群萨格勒布犹太人并扣押他们以索取赎金。4月13日，奥西耶克也发生了同样的事情，乌斯塔沙和德国人民党的暴徒还摧毁了犹太教堂和墓地。 1941年，这一过程在犹太人群体中重复了多次。 与此同时，乌斯塔沙发起了广泛的反犹太主义宣传，乌斯塔沙的报纸写道，克罗地亚人必须“比任何其他民族都更加警惕，以保护他们的种族纯洁，...我们需要保持我们的血统与犹太人无关”。 他们还写道，犹太人是“背叛、欺骗、贪婪、不道德和外国人”的代名词，因此“克罗地亚的广大群众总是鄙视犹太人，并对他们感到自然的厌恶”。
1941年5月，乌斯塔沙在萨格勒布围捕了165名犹太青年，他们是犹太体育俱乐部 Makabi 的成员，乌斯塔刹沙将他们全部送到集中营（除3人外，其他人后来都被杀害）。乌斯塔沙将大部分犹太人送往集中营——在那里，近32,000名，也就是克罗地亚独立国约80%的犹太人被消灭。1941年10月，萨格勒布下令拆除萨格勒布的犹太教堂，这些教堂于1942年4月被完全拆除。 乌斯塔沙虽然迫害信奉犹太教的犹太人，但允许皈依天主教的犹太人被承认为克罗地亚公民，并获得名誉雅利安公民身份，使他们能够重新从事之前被分离的工作。在他们剥夺了犹太人的公民权后，乌斯塔沙允许一些人通过贿赂和或通过与著名的乌斯塔沙成员的联系来申请雅利安人的权利。 整个过程非常随意。 例如，有2%的萨格勒布犹太人获得了雅利安人的权利。 此外，获得雅利安人的权利并不能保证这些皈依天主教的犹太人永久免于被送往集中营或遭受其他迫害。 

### 其它行为
在经济上，乌斯塔沙支持建立社团主义经济。 他们认为，私有财产和不受国家控制的小规模生产资料的所有权存在自然权利。乌斯塔沙颂扬武装斗争、报复和恐怖主义。
由于乌斯塔沙采取了广泛的措施，许多克罗地亚人自己也成为受害者。 乔佐·托马塞维奇 (Jozo Tomasevich) 在他的著作《南斯拉夫的战争与革命：1941-1945》中指出，“在历史上，克罗地亚人从未像乌斯塔沙政权期间那样遭受过如此行政、警察和司法暴行和虐待。” 该政权颁布的法令奠定了基础，使其得以解雇地方政府以及国有企业中所有不受欢迎的雇员，“不受欢迎的”是指所有犹太人、塞尔维亚人和南斯拉夫克罗地亚人，除了一些特别需要的人外，这些人都被政府赶走了。 这留下大量工作岗位，而这些工作岗位则由亲乌斯塔沙者来填补。

## 历史

### 二战之前

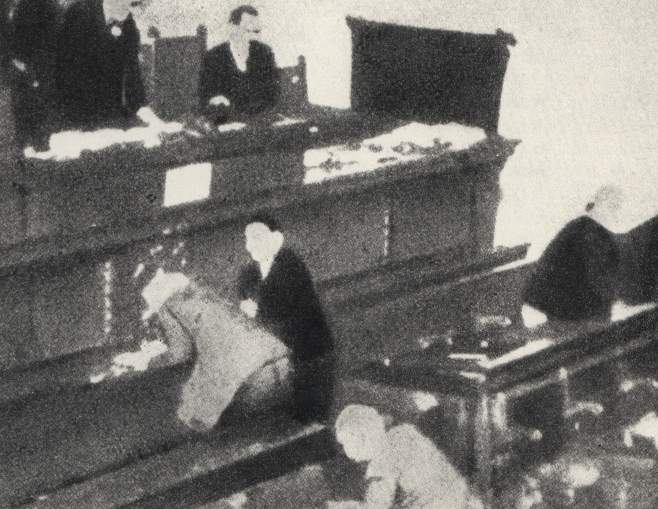
斯捷潘·拉迪奇被暗杀

在 1920 年代，一名律师、政治家和纯权利党的追随者之一的安特·帕韦利奇，成为克罗地亚独立的主要倡导者。1927年，他秘密接触了贝尼托·墨索里尼，向他提出分裂主义主张。安特· 帕韦利奇提出了一个独立的大克罗地亚，它应该涵盖克罗地亚人的整个历史和民族地区。历史学家 Rory Yeomans 声称，早在 1928 年，就有迹象表明安特·帕韦利奇正在考虑组建一个民族主义叛乱组织。
1928年10月，在克罗地亚政治家斯捷潘·拉迪奇（克罗地亚农民党主席）被激进的黑山政治家普尼沙·拉契奇暗杀后，一个名为克罗地亚青年运动的青年组织由布拉尼米尔·耶利奇在萨格勒布大学成立。 一年后，布拉尼米尔·耶利奇邀请安特·帕韦利奇作为初级成员加入该组织。 这些组织通过报纸和各种宣传试图与温和的克罗地亚人接触并使他们激进化，利并且用拉迪奇的暗杀来激起分裂国家的情绪。到了1929年，克罗地亚形成了两个不同的政治流派：支持帕韦利奇的观点，即只有暴力才能确保克罗地亚的国家利益；以及在南斯拉夫偏向于自治的克罗地亚农民党。
克罗地亚权利党的多位成员为《多莫布兰报》的写作做出了贡献，直到1928年圣诞节前后，分裂主义报纸《多莫布兰报》被塞尔维亚、克罗地亚和斯洛文尼亚王国当局取缔。 1929年1月，国王取缔了所有民族政党，克罗地亚权利党的激进派被流放，包括帕韦利奇和耶利奇。1929年3月22日，兹沃尼米尔·波斯皮希尔（Zvonimir Pospišil） 和 米霍·巴比奇（Mijo Babić） 谋杀了来自一名来自萨格勒布的报社雄辩，这是乌斯塔沙恐怖行动的开始。1929年4月20日，帕韦利奇等人与马其顿全国委员会成员在保加利亚索非亚共同签署了一份声明，声称他们将“开展合法活动，以实现双方的人权和民族权利、政治自由和国家独立”。这标志着乌斯塔沙的正式成立。
流亡者开始在欧洲以及北美和南美的克罗地亚侨民中组织支持他们的事业。1932年1月，他们将革命组织命名为乌斯塔沙。乌斯塔沙开始实施各种恐怖主义行为，对南斯拉夫造成尽可能大的破坏。他们在意大利和匈牙利的训练营接受军事训练，并在开往南斯拉夫的国际列车上放置了定时炸弹，造成人员伤亡和物质损失。1932年初，在安德里亚·阿图科维奇 (Andrija Artuković) 的带领下，在四名当地支持者的帮助下，十名乌斯塔沙成员袭击了利卡/韦莱比特地区一个宪兵哨所，这恐怖袭击显然是为了恐吓南斯拉夫当局，但是乌斯塔沙却将其称之为“韦赖比特起义”

### 刺杀亚历山大一世
乌斯塔沙最著名的恐怖袭击发生在 1934年10月9日，当时他们与马其顿内部革命组织 (IMRO) 合作，在法国马赛刺杀了南斯拉夫国王亚历山大一世和法国外交部部长路易·巴尔都。刺客是保加利亚人弗拉多·切尔诺泽姆斯基，他被法国警察击毙，而曾在不同地点等待刺杀国王的三名乌斯塔沙成员也被法国警方逮捕并判处无期徒刑。
安特·帕韦利奇和多名乌斯塔沙成员被法国法院缺席审判并判处死刑，他们被认为是刺杀亚历山大一世的幕后策划者。 乌斯塔沙认为，刺杀亚历山大国王有效地“打断了南斯拉夫的脊梁骨”，这是他们“最重要的成就”。
暗杀事件发生后不久，所有与乌斯塔沙相关的组织以及民间组织在整个欧洲都被取缔。 迫于法国的压力，意大利警方于1934年10月逮捕了帕韦利奇和几名乌斯塔成员。帕韦利奇在都灵被监禁后，并于1936年3月获释。在他会见欧根·迪多·克瓦特尼克（他也是乌斯塔沙成员）后，他表示暗杀是“塞族人唯一懂的语言”。在狱中，帕韦利奇得知1935年南斯拉夫的选举是克罗地亚人弗拉德科·马切克（Vladko Maček） 领导的联盟获胜。 他说他的胜利得益于乌斯塔沙的活动。到20世纪30年代中期，萨格勒布街头开始出现带有首字母ŽAP的涂鸦，意思是“安特·帕韦利奇万岁”（克罗地亚语：Živio Ante Pavelić）。 
1937年3月意大利和南斯拉夫签署友好条约后，乌斯塔沙及其活动被禁止，这引起了许多克罗地亚人的同情和支持，其中很多人是大学生，他们在乌斯塔沙被禁止后秘密加入了进去。1936年，南斯拉夫政府对那些承诺放弃暴力的海外乌斯塔沙成员给予特赦； 许多流亡者接受了特赦并返回家园继续斗争。在1930年代后期，乌斯塔沙开始渗透进克罗地亚农民党、克罗地亚国防军和农民公民党的准军事组织。

### 二战

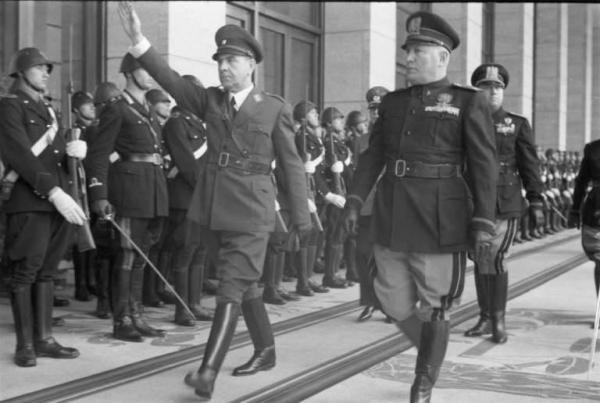
安特·帕韦利奇与墨索里尼在罗马会面

1941年4月6日，轴心国入侵南斯拉夫。当时克罗地亚最具影响力的政党克罗地亚农民党的领导人弗拉德科·马切克拒绝了德国领导新政府的提议。4月10日，乌斯塔沙控制了萨格勒布的警察，并在当天的广播中宣布克罗地亚独立国正式成立。而马切克当天发表声明，呼吁所有克罗地亚人与新当局合作。

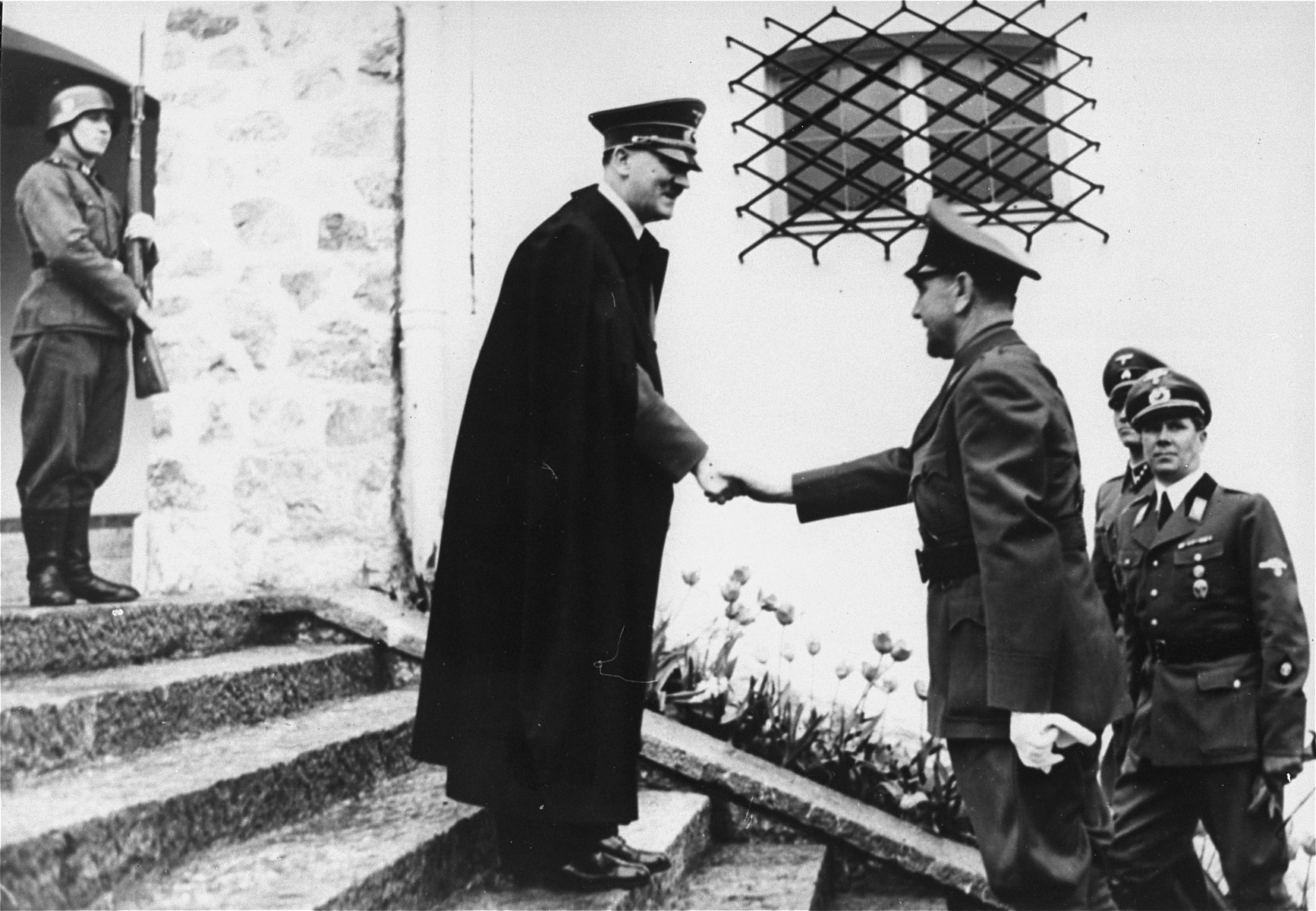
安特·帕韦利奇和希特勒会面

与此同时，帕韦利奇和数百名乌斯塔沙离开意大利前往萨格勒布，他于1941年4月16日在那里宣布成立新政府。 他给自己起了“Poglavnik”的称号——类似于”领袖“。 克罗地亚独立国在克罗地亚的“民族和历史领土”上宣布成立，即今天的克罗地亚共和国（不包括伊斯特拉半岛）、波斯尼亚和黑塞哥维那、斯雷姆和科托尔湾。 然而，在宣布独立几天后，乌斯塔沙就被迫签署罗马条约，他们交出部分达尔马提亚和克尔克等地区归给意大利。 随着南斯拉夫游击队逐渐胜利，德国人和意大利人更想直接控制这个地区而不是扶植傀儡政府。在战争的大部分时间里，对克罗地亚的实际控制各不相同。 德国人和意大利人将克罗地亚分为两个影响区，一个在西南部由意大利人控制，另一个在东北部由德国人控制。 因此，克罗地亚保护国被描述为“意大利-德国准保护国”。 1943年9月，意大利投降后，克罗地亚独立国直接占领了意大利根据《罗马条约》吞并的全部领土。
最初支持政府的克罗地亚人对乌斯塔沙政权的支持率下降始于达尔马提亚被割让给意大利，该地区被视为国家的心脏地带，并因乌斯塔沙在国内无法无天而导致越来越多的人厌恶乌斯塔沙。

### 乌斯塔沙军事组织
克罗地亚独立国军队由未参加乌斯塔沙活动的士兵组成。 乌斯塔沙民兵组织于 1941 年分为五个营，每个营为700人，两个铁路安全营和精锐的黑色军团和波什尼亚保镖营。他们主要是在未受过教育的人口和工人阶级中招募的。
1941年4月27日，一支新组建的乌斯塔沙军队杀死了别洛瓦尔附近一座主要为塞尔维亚人的社区的全部成员。 最终，所有反对和威胁乌斯塔沙的人都被逮捕。而悲催的克罗地亚农民党也于1941年6月11日被取缔，因为乌斯塔沙试图取代他们作为克罗地亚农民的主要代表。 弗拉德科·马切克被送往亚塞诺瓦茨集中营，但后来因其在民众中的声望而被释放并软禁。 外国人后来再次呼吁马切克站出来反对帕韦利奇政府，但遭到拒绝。 1941 年初，许多犹太人和塞族人被驱逐出萨格勒布的一些地区。
在克罗地亚独立国成立后的几个月里，大部分乌斯塔沙军事组织都没有受到集中控制：除了4,500名正规乌斯塔什军团士兵外，还有大约25,000–30,000名“野生乌斯塔什”， 被政府控制的媒体宣传为“野生乌斯塔沙”“乞求”被派去与政权的敌人作战。 在1941年夏季对塞族民众犯下大规模罪行后，该政权决定将所有暴行归咎于不守规矩的乌斯塔沙组织——他完全没有纪律，只用战利品支付服务费用。1941年8月和9月，当局甚至判处死刑并公开处决其中许多人，原因是未经授权对塞族人和吉普赛人使用极端暴力。 为了制止 ”野生乌斯塔沙“不受控制的抢劫和杀戮，中央政府甚至动用了大约 6,000名宪兵和大约 45,000名新招募的克罗地亚国民警卫队成员。

帕韦利奇于1941年6月6日首次会见阿道夫·希特勒。帕韦利奇政府部长的迈尔·布达克于 1941年7月22日公开宣布国家的种族政策。同年，秘密警察局长维耶科斯拉夫·卢布里奇开始建造集中营。乌斯塔沙在狄纳里克阿尔卑斯山上的村庄开展的活动导致意大利人和德国人表达了他们的不安。 根据作家/历史学家斯尔达·特里夫科维奇的说法，早在1941年7月10日，国防军将军就向德国最高统帅部报告了以下内容：
我们的部队必须成为此类事件的哑巴目击者这并不能很好地反映他们原本很高的声誉。我经常被告知，德国占领军最终将不得不对乌斯塔沙的罪行进行干预。这最终可能会发生。现在，以现有力量，我不能要求采取这样的行动。对个别案件的临时干预可能会使德国军队看起来对过去无法预防的无数罪行负责。
历史学家乔纳森·斯坦伯格（Jonathan Steinberg）描述了乌斯塔沙对塞尔维亚平民和犹太平民犯下的罪行：“塞尔维亚和犹太男人、妇女和儿童实际上是被砍死的”。在反思意大利人拍摄的乌斯塔沙罪行照片时，斯坦伯格写道：“有塞尔维亚妇女的乳房被小刀砍掉，男人的眼睛被挖出，被阉割和肢解”。
盖世太保在1942年2月17日给德国元首党卫军海因里希·希姆莱的一份报告中指出：
克罗地亚反叛分子活动的增加主要是由于克罗地亚境内的乌斯塔沙部队对东正教居民犯下的暴行。乌斯塔沙不仅以兽性的方式对征召年龄的男性犯下了他们的罪行，而且还对无助的老人、妇女和儿童犯下罪行。乌斯塔沙屠杀和虐待致死的东正教徒人数约为三十万。
1942年9月，乌斯塔沙成立了一个防御旅，到了1943年，乌斯塔沙重组为八个旅。1943年，德国人在东线遭受重大损失，意大利人与盟军签署了停战协议，留下了大量武器供游击队使用。
到了1944 年，帕韦利奇的统治几乎完全依赖于乌斯塔沙的军事组织，到了11月，克罗地亚独立国的军队与乌斯塔沙军事组织合并，组成18个师，包括13个步兵师、2个山地师、2个突击师和1个补给师，每一个师都拥有自己的火炮和后勤支援部队。 

随着1945年5月9日德国E集团军群正式投降后，帕韦利奇命令国防军部队试图与大量平民一起逃往奥地利。不过，大多数逃亡者，包括乌斯塔沙和平民百姓，都被移交给了布莱堡和奥地利边境其他地方的游击队员。而帕韦利奇在天主教神职人员的帮助下躲藏在奥地利和罗马，后来逃往阿根廷。

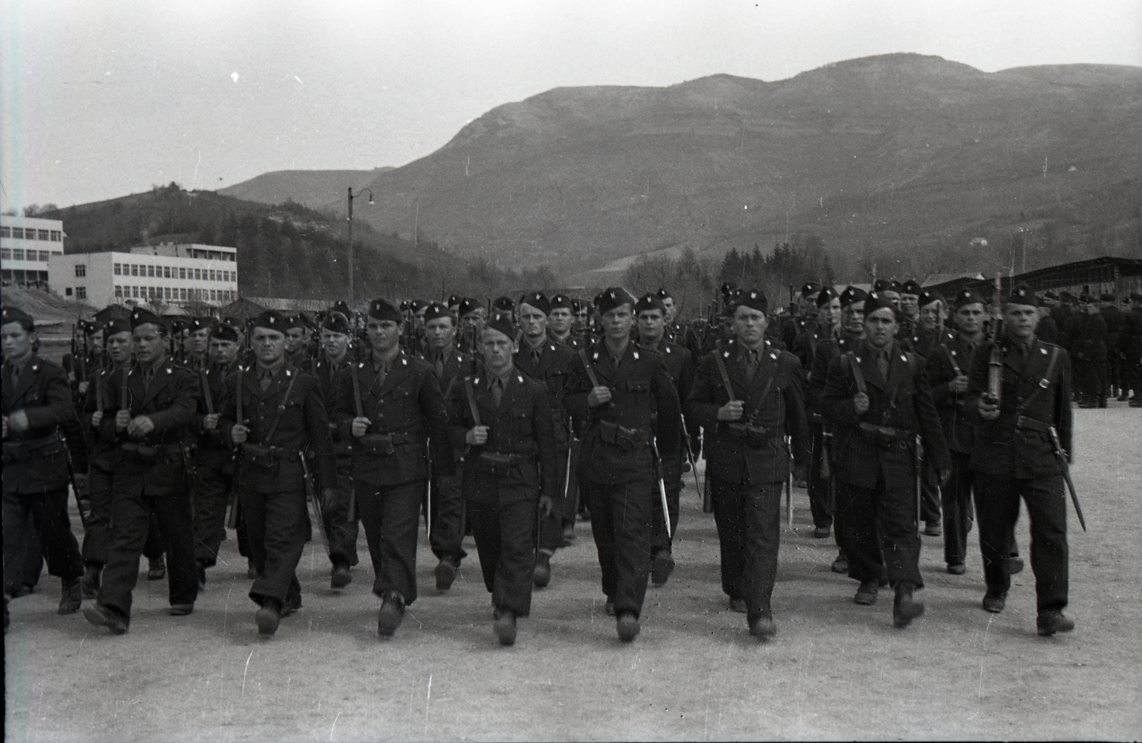
在萨拉热窝的克罗地亚国民警卫队

### 战后

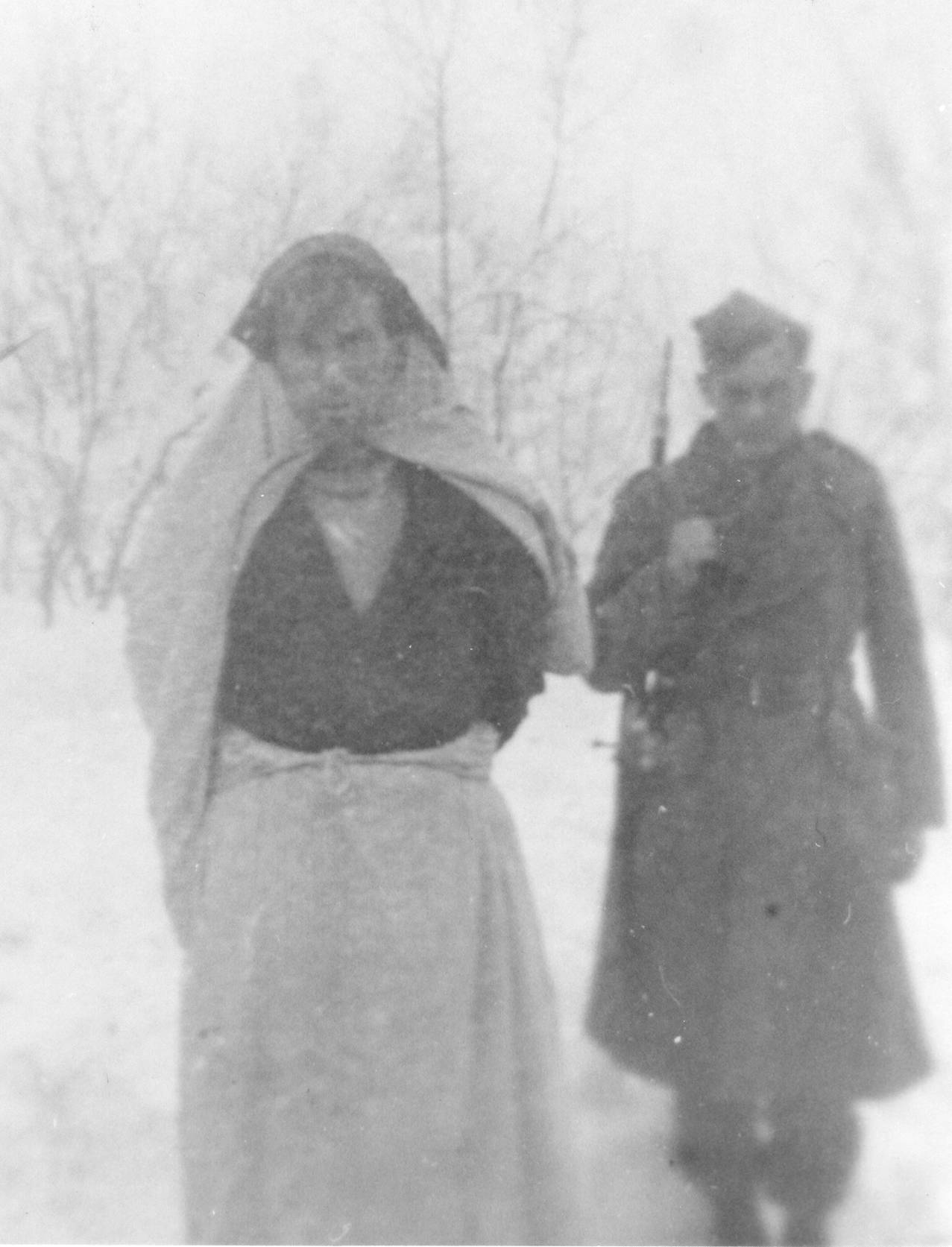
伪装成妇女的乌斯塔沙成员，被游击队抓获

第二次世界大战后，在天主教会和乌斯塔沙的支持者的帮助下，许多乌斯塔沙成员转入地下或逃往加拿大、澳大利亚、德国和南美洲的一些国家，尤其是阿根廷。
几年来，一些乌斯塔沙人试图组织一个名为十字军的抵抗组织，但他们的努力在很大程度上被南斯拉夫当局挫败了。随着克罗地亚独立国的失败，这些运动进入休眠状态，而内斗使幸存的乌斯塔沙四分五裂。 帕韦利奇组建了克罗地亚解放运动，该运动吸引了许多人。 许多前乌斯塔沙的重要成员在流亡海外后，仍组建一些抵抗组织。维耶科斯拉夫·弗兰契奇创立了改革后的克罗地亚解放运动，并担任其领导人。 维耶科斯拉夫·卢布里奇组建了克罗地亚民族抵抗运动。
1957年4月9日，塞尔维亚黑山人布拉戈耶·约沃维奇在布宜诺斯艾利斯试图刺杀帕韦利奇，虽然使他身受重伤但并未死亡。1959年帕韦利奇因刺杀所带来的后遗症而死亡。

## 种族迫害和屠杀

### 政策与遇害人数
乌斯塔沙打算建立一个种族上“纯正”的克罗地亚，他们认为生活在克罗地亚和波黑的塞尔维亚人是实现这一目标的最大障碍。乌斯塔沙于1941年5月宣布出台新的种族政策，新的政策的目标是建立一个种族纯正的克罗地亚， 实现该目标的策略是：三分之一的塞尔维亚人被处死、三分之一的塞尔维亚人被驱逐以及三分之一的塞尔维亚人被迫皈依天主教。

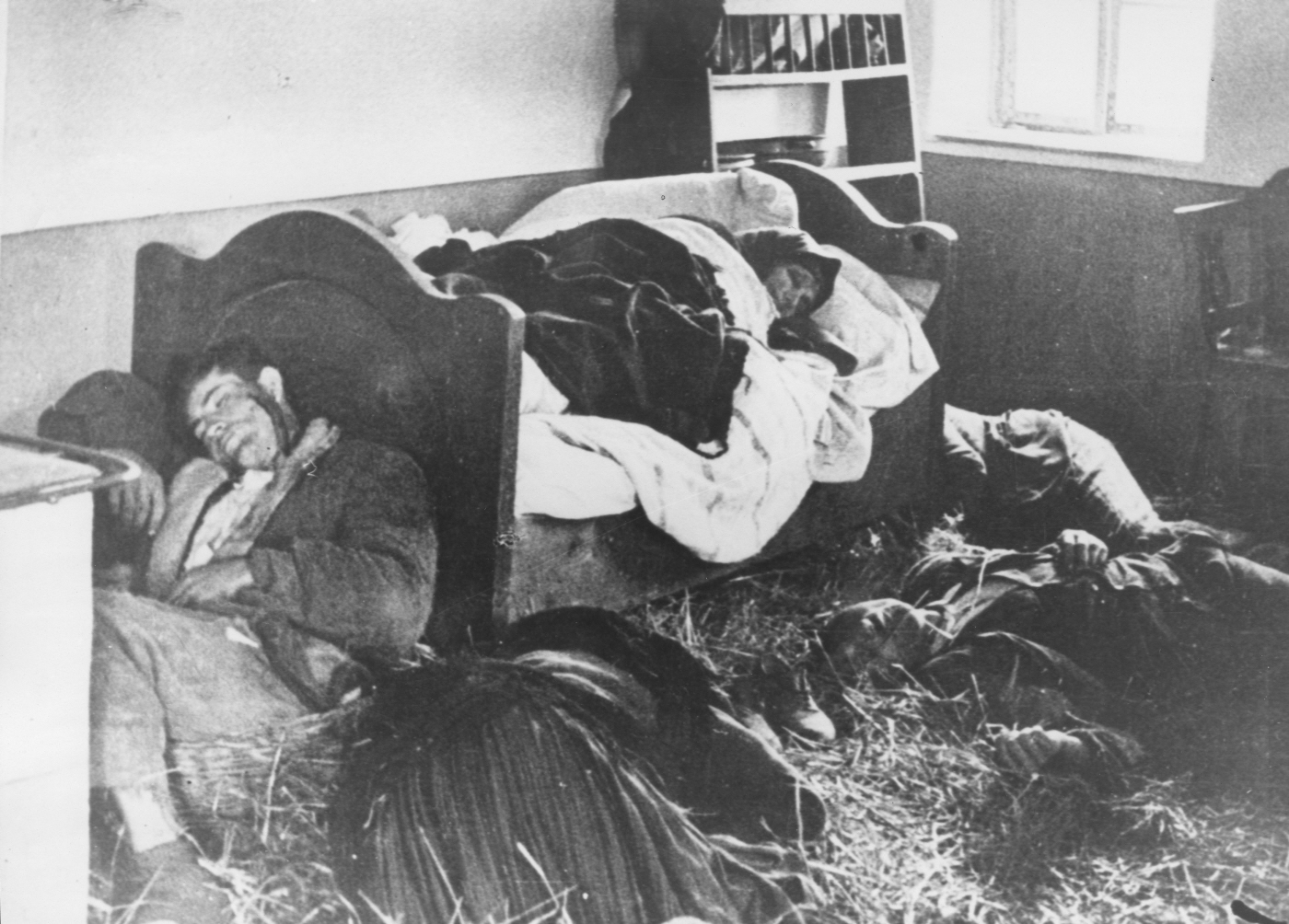
1941年，一家塞尔维亚人被乌斯塔沙杀害于自己的家中

与此同时，克罗地亚独立国政府在大屠杀中与纳粹德国合作，并在其境内对塞尔维亚人、犹太人和罗姆人实施了自己版本的种族灭绝。1941年5月2日，立法委员会部长米洛万·扎尼奇 (Milovan Žanić) 首次宣布了对塞族人的国家政策：
这个国家只能是克罗地亚人的国家，我们会毫不犹豫地使用任何方法，使它真正成为克罗地亚人的克罗地亚，并且清除塞族人。几个世纪以来，塞尔维亚人一直危害我们，如果未来有机会，他们将会再次危害我们。
乌斯塔沙颁布了模仿第三帝国的种族法，这些法律迫害了犹太人、罗姆人和塞尔维亚人，他们被宣布为克罗地亚人民的敌人。塞尔维亚人、犹太人、罗姆人以及克罗地亚人和波什尼亚克人持不同政见者，包括共产党人，都被关押在集中营中，其中最大的集中营是亚塞诺瓦茨集中营。 到战争结束时，在 Pavelić 的领导下，乌斯塔沙已经消灭了大约 30,000名犹太人和26,000–29,000名罗姆人，而塞尔维亚人被消灭的人数从200,000人到500,000人不等。
南斯拉夫社会主义联邦共和国的历史教科书指出，亚塞诺瓦茨集中营的受害者总数为70万人。这是根据1946年对人口的统计计算而颁布的。之后，这个数字被南斯拉夫政治家爱德华·卡德利和莫沙·皮贾德用于德国向南斯拉夫赔款的要求。美国大屠杀纪念博物馆在其关于亚塞诺瓦茨集中营的条目中也写道：

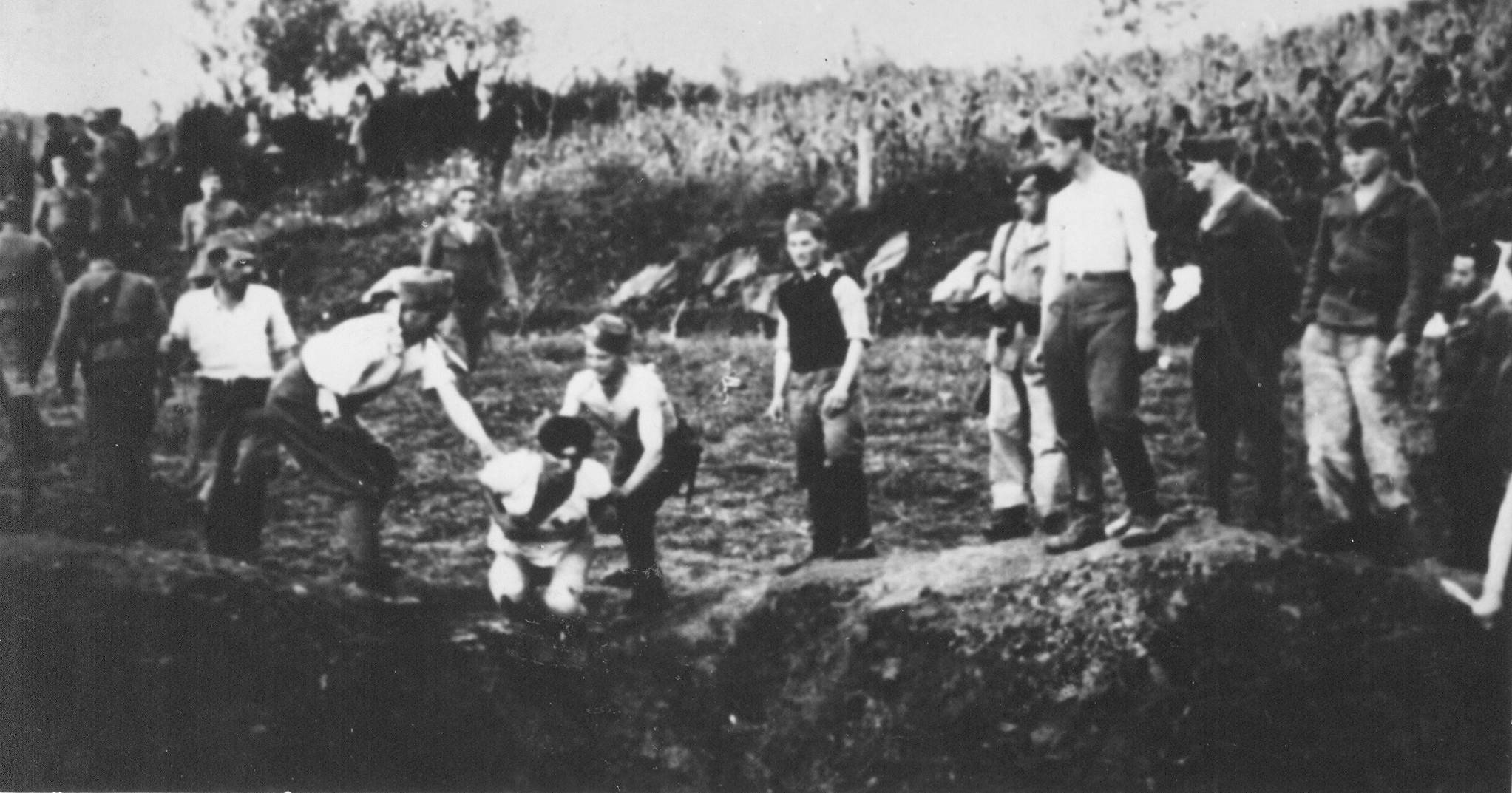
乌斯塔沙民兵正在枪决囚犯

由于许多相关文件遭到破坏，战后许多独立学者长期无法接触到这些幸存的文件，以及战后党派学术和新闻业一直受到意识形态的影响，统计受害者人数一直受到种族紧张局势、宗教偏见和意识形态冲突的影响。在乌斯塔沙统治期间，乌斯塔沙杀害了克罗地亚和波斯尼亚的320,000至340,000名塞族居民；超过30,000名克罗地亚犹太人在克罗地亚的集中营或奥斯威辛集中营被杀害。
美国大屠杀纪念博物馆称，对塞尔维亚受害者人数的估计差异很大，“最可靠的数字显示该数字在330,000至390,000之间，其中45,000至52,000塞族人在亚塞诺瓦茨集中营中遇害。”

### 集中营
第一批集中营成立于1941年春天。其中包括：
- 科普里夫尼察附近的丹妮卡集中营
- 帕格岛上的斯拉纳集中营
- 戈斯皮奇附近的亚夫诺集中营
- 波斯尼亚维特兹和特拉夫尼克附近的克鲁什奇察集中营
- 贾科沃集中营
- 扎戈列的洛博格勒集中营
- 丹妮卡集中营奥西耶克附近的滕贾集中营

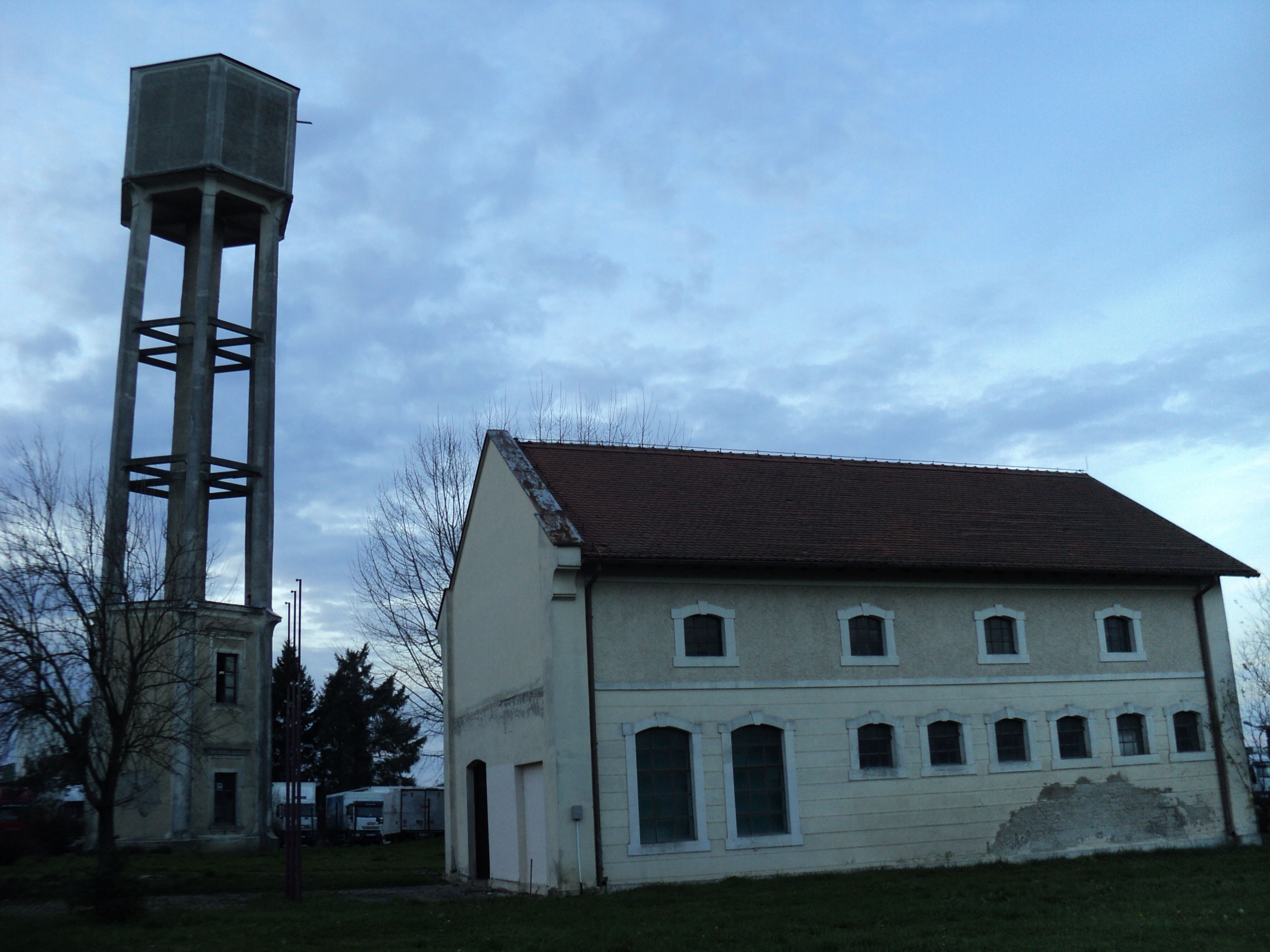
丹妮卡集中营

这些营地于1942年10月关闭，大部份因為過於反人類而惡化當地抵抗運動和污染水源被意大利駐軍關閉。最著名的亚塞诺瓦茨集中营建于1941年8月至1942年2月之间。亚塞诺瓦茨集中营有五个子营，期中前两个营地于1941年11月关闭。三个较新的营地继续运作直到战争结束：
- 西格拉纳集中营（三号）
- 科扎拉集中营（四号）
- 旧格拉迪什卡集中营（五号，主要关押妇女和儿童）

除此以外，乌斯塔沙还建造了其他集中营：
- 锡萨克儿童集中营
- 戈斯皮奇集中营
- 凯雷斯蒂内茨集中营
- 莱波格拉瓦集中营

关押人数
- 亚塞诺瓦茨集中营关押人数30万至35万至70万人之间
- 戈斯皮奇集中营共关押35000人左右
- 斯拉纳集中营共关押8500人左右
- 贾科沃集中营共关押3000人左右

## 与天主教会的联系
历史学家马克·比昂迪奇 (Mark Biondich) 观察到，天主教会在历史上一直处于克罗地亚社会、政治和公共生活的边缘，由于皇室独裁和反教权的克罗地亚农民党的盛行，教会的影响力在两次世界大战之间进一步受到侵蚀。在南斯拉夫王国时期，天主教神职人员对该政权深感不满：“…发起了一场大规模的新闻运动，动员克罗地亚近300万天主教徒反对中央政府惩罚圣彼得叛教者的措施。首先，它在待遇上的不平等受到了谴责：‘宗教预算总额为1.41亿第纳尔，其中7000万第纳尔归塞尔维亚教会，只有3400万第纳尔归天主教教会...尼古拉·帕西奇的政府对塞尔维亚很友善，每个公民每年缴纳55第纳尔的税款，而对克罗地亚和斯洛文尼亚则很残酷，因为这两个地区主要是天主教区，每个公民需要缴纳165第纳尔的税款。”

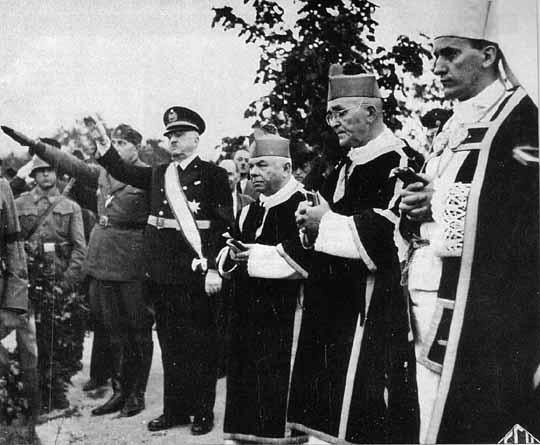
正在行纳粹礼的乌斯塔沙成员和天主教神职人员

克罗地亚天主教会对东正教的敌视成为乌斯塔沙对塞尔维亚人敌视的重要组成部分，在战争期间产生了十分恐怖的后果。乌斯塔沙支持用侵略或武力将讲塞尔维亚-克罗地亚语的东正教信徒强行皈依罗马天主教。乌斯塔沙认为作为塞尔维亚民族主义象征的东正教是他们最大的敌人，并且从不承认克罗地亚或波斯尼亚领土上存在塞族人——他们只承认“信仰东正教的克罗地亚人”。在乌斯塔沙消灭塞尔维亚人的政策下，克罗地亚天主教会参与了强迫信仰东正教的塞尔维亚人皈依天主教的行动。然而，即使皈依天主教也不一定能保护塞尔维亚人和犹太人免受迫害和屠杀。莫斯塔尔的阿洛伊齐耶·米希奇（Alojzije Mišić）主教描述了当即便塞族人皈依天主教时“（皈依天主教的塞尔维亚人）在教堂参加弥撒时，他们（乌斯塔沙）抓住了他们，年轻人和老年人，男人和女人，像牛一样驱赶他们...并很快将他们送往永恒 ，所有人。”
乌斯塔沙人称波斯尼亚人为“信仰伊斯兰教的克罗地亚人”，并且普遍容忍穆斯林；而波斯尼亚社区也并没有表现出对乌斯塔沙政权的任何特别的敌意。在战争结束之前，只有极少数穆斯林在共产党游击队的队伍中服役。1941年10月12日，108名著名穆斯林通过的萨拉热窝穆斯林决议谴责乌斯塔沙对塞尔维亚人的暴行。
1941年4月28日，克罗地亚天主教会主教阿洛伊齐耶·斯捷皮纳克（Alojzije Stepinac）大主教发表公开信，支持由乌斯塔沙领导的新政府，并要求神职人员为其领导人安特·帕韦利奇祈祷。尽管当时乌斯塔沙已经宣布了禁止塞族人、犹太人和吉普赛人担任警察、法官和士兵，并使国家公职人员可以轻松地将这些种族或宗教团体的成员从公共行政部门解雇，但他们正在准备纳粹式的种族法案，而帕韦利奇仅在两天后签署了这些法律。
尽管斯捷皮纳克后来反对某些乌斯塔沙的政策，并帮助了一些犹太人和塞尔维亚人，但他继续公开支持克罗地亚独立国的存在。直到克罗地亚独立国灭亡，他本人一直担任该国的战争牧师，并于1944年获得了帕维利奇颁发的勋章。在二战中，斯捷皮纳克公开反对乌斯塔沙的一些政策——事实上，关于阿洛伊齐耶·斯捷皮纳克与乌斯塔什政权领导人安特·帕韦利奇的关系，“人们普遍认为，他们彻底憎恨对方……大主教也反对法西斯和纳粹意识形态，特别是纳粹种族主义意识形态，以及许多乌斯塔沙政策”，这与克罗地亚天主教神职人员的其他一些成员不同。根据历史学家马丁·吉尔伯特的说法，“阿洛伊齐耶·斯捷皮纳克在1941年欢迎克罗地亚独立，随后谴责了克罗地亚人对塞尔维亚人和犹太人的暴行，他自己在养老院救了一群犹太人。”
克罗地亚绝大多数天主教神职人员在乌斯塔沙成功建立克罗地亚独立国的那一刻开始就支持他们；但后来，当盟军显然会获胜时，天主教高层试图将教会与卷入各种虐待和战争罪行的政权拉开距离。然而，在1945年3月24日的牧函中，克罗地亚天主教会仍然宣布支持克罗地亚独立国和其领导人，尽管大多数领导人都准备逃离该国。天主教媒体也一直支持帕韦利奇，直到最后，斯捷皮纳克本人在1945年4月10日克罗地亚独立国成立4周年纪念日时向克罗地亚独立国进行了最后的弥撒，当时乌斯塔沙正在集中营里进行最后的大屠杀，以掩盖他们曾经进行种族灭绝的罪行。
一些牧师，主要是方济各会教徒，特别是在但不限于波斯尼亚和黑塞哥维那等地区也参与进了乌斯塔沙的暴行。Ivan Guberina等牧师曾担任帕韦利奇的保镖，而负责乌斯塔沙政府中负责强迫塞族人皈依天主教的Dionizije Juričev写道，如果七岁的孩子阻碍乌斯塔沙运动，那么杀害他们不再是犯罪。萨拉热窝大主教也在他的教区报纸上发表了“将世界从犹太人手中解放出来是一场复兴人类的运动”。

米罗斯拉夫·菲利波维奇（Miroslav Filipović）是一名方济各会修士，据称他以牧师身份加入了乌斯塔沙，并于1942年2月7日参与了对附近村庄约2730名塞族人的屠杀，其中包括约500名儿童。据称，他随后被解除了职务，尽管他在战后因战争罪被绞死时仍然穿着牧师的服装。他成为亚塞诺瓦茨集中营的警卫长，在那里他被克罗地亚同胞戏称为“Fra Sotona”（撒旦神父）。时任克罗地亚外交部长Mladen Lorković是这样表述的：“在克罗地亚，我们几乎找不到真正的塞尔维亚人。事实上，大多数塞尔维亚人都是克罗地亚人，他们被外国侵略者强迫接受异教徒信仰。现在我们有责任把他们带回罗马天主教阵营。”

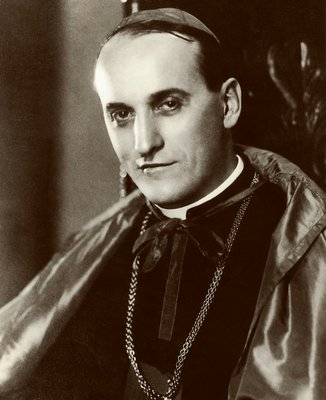
大主教阿洛伊齐耶·斯捷皮纳克

在战争期间，根据梵蒂冈的长期外交惯例，即在战争期间诞生的新国家被和平条约合法化之前，梵蒂冈不承认这些国家，教皇没有按照要求向克罗地亚派遣大使或外交官，而是派遣了一名宗座访客，即住持朱塞佩·马科内，他将代表梵蒂冈出席克罗地亚天主教会，而不是政府。不过，克罗地亚政府忽视了这些细微差别。
在第二次世界大战结束后，许多乌斯塔沙成员成功逃到南美洲。这很大程度上是通过天主教牧师经营的鼠线实现的，这些牧师此前都曾在梵蒂冈获得职位。
乌斯塔沙政权将大量黄金，期中包括二战期间从塞尔维亚人和犹太人手中掠夺的黄金存入瑞士银行账户。 二战即将结束时，乌斯塔沙似乎还向奥地利运送了大量黄金。据估计，在乌斯塔沙卷走的3.5亿瑞士法郎的总额中，一份报告估计有2亿（约4700万美元）被转给了梵蒂冈。这个问题至今仍未得到澄清。

在第二次世界大战结束后，萨格勒布大主教阿洛伊齐耶·斯捷皮纳克被南斯拉夫当局指控支持乌斯塔沙而入狱，但南斯拉夫免除了与他们合作并因此参与强迫塞族人皈依的神职人员的罪行。斯捷皮纳克在1941年3月28日指出，他早期试图团结克罗地亚人和塞尔维亚人：
“总而言之，克罗地亚人和塞尔维亚人属于两个世界，北极和南极，除非上帝的奇迹，否则他们永远无法聚在一起。（天主教会和东正教之间）分裂是欧洲最大的诅咒，几乎比新教还要大。没有道德，没有原则，没有真理，没有正义，没有诚实。“
1960年2月10日，还在监狱中的斯捷皮纳克因为红细胞增多症而去世。而在1998年，斯捷皮纳克被教皇圣若望保禄二世封圣。2016年7月22日，萨格勒布县法院以“严重违反现行和以前的实体和程序刑法基本原则”为由，撤销了对他的战后定罪。

## 与切特尼克的合作

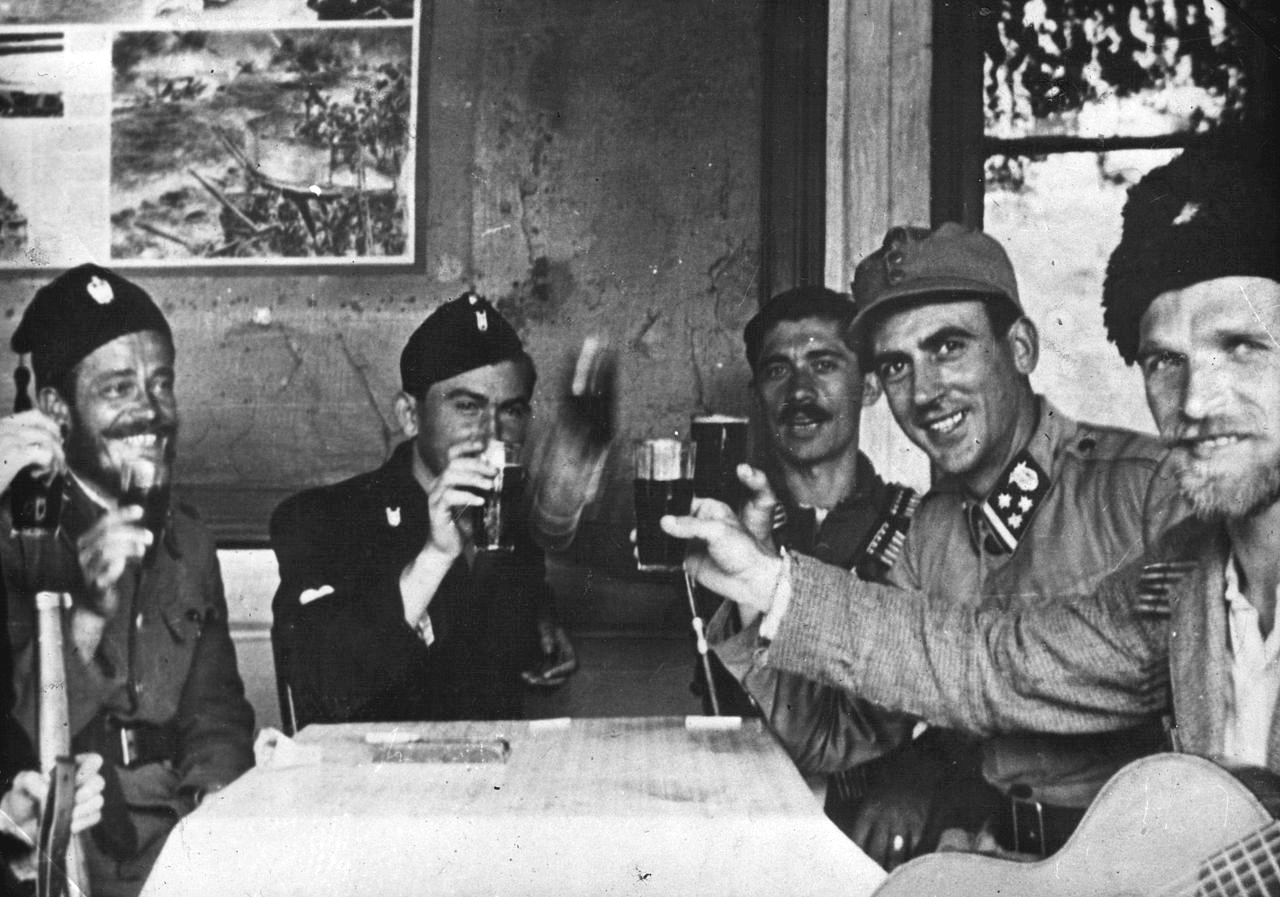
乌斯塔沙成员与切特尼克指挥官

切特尼克是第二次世界大战期间活动于南斯拉夫地区的塞尔维亚极右翼民族主义武装组织，南斯拉夫战败后一段时间成为和南斯拉夫共产游击队一样的抵抗运动，但随后变成和德国及意大利占领军合作的组织一同针对共产主义游击队。
尽管切特尼克代表着与乌斯塔沙对立的塞尔维亚民族主义，但是在面对日益强大的南斯拉夫游击队时，克罗地亚境内的切特尼克和乌斯塔沙于1942年签订了合作协议，这项协议一直持续到战争结束。该协议写道:
只要存在游击队武装的威胁，切特尼克部队就会主动配合克罗地亚军队打击和消灭游击队，并在这些行动中听从克军的指挥。
除此之外，协议还规定，克罗地亚军队还要向切特尼克提供武器和弹药，在行动中受伤的切特尼克成员将在克军的军事医院接受治疗，战死的切特尼克成员的遗孀和孤儿将获得与克军士兵的遗孀和孤儿同等的财政援助。除此以外，乌斯塔沙当局还安排释放乌斯塔沙集中营中的一些塞族人，但这只是根据切特尼克指挥官的特别建议（因此，被释放者不是游击队及其同情者）。1942年6月30日，安特·帕韦利奇向克罗地亚其他部委发送了一份由斯拉夫科·克瓦特尼克（Slavko Kvaternik）签署的声明，总结了克罗地亚与切特尼克所达成的协议。
1945年，切特尼克指挥官莫姆契洛·杜伊奇（Momčilo Djujić）和他的部队在乌斯塔沙领导人的许可下，越过克罗地亚逃到了西部。1945年4月，莫姆契洛·杜伊奇承认，安特·帕韦利奇接待了德拉查·米哈伊洛维奇总部的两名将军，并与他们就联合打击铁托的共产主义游击队达成了协议”。而在5月的头几天，切特尼克的部队在前往布莱堡的途中经过乌斯塔什控制的萨格勒布时，许多切特尼克成员和乌斯塔沙成员在多个地点被游击队杀害。也因此，随着第二次世界大战的结束，两个组织的合作也走向了消亡。

## 遗产

### 流行文化

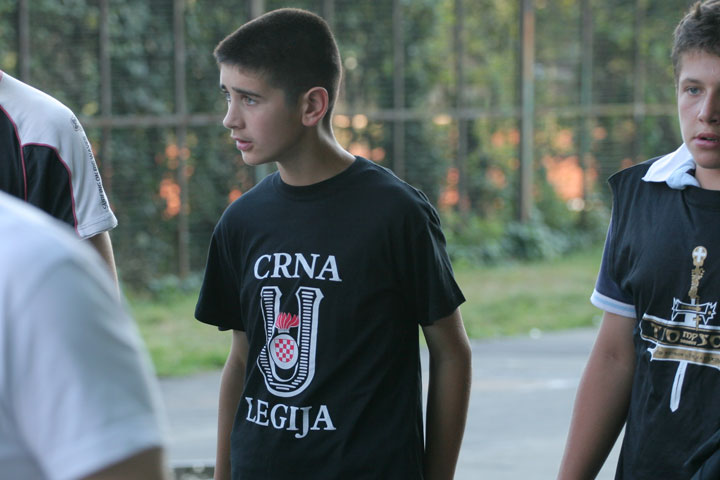
年轻男孩穿着带有乌斯塔沙标志的衬衫前往汤普森音乐会

一位著名的的克罗地亚歌手马尔科·佩尔科维奇（Marko Perković），同时也是克罗地亚乐队汤普森乐队的主唱，经常以向乌斯塔沙致敬开始他的音乐会。在2019年，在萨格勒布举行的一场集会上，他本人在台上演唱了赞颂乌斯塔沙以及涉嫌支持种族屠杀的歌曲，而当时集会上的著名参加者有时任德国总理安格拉·默克尔、克罗地亚总理安德烈·普兰科维奇以及欧洲人民党党团主席曼弗雷德·韦伯。而早在2015年的一场演唱会上，现场的观众曾经高呼“杀死塞尔维亚人”。维森塔尔中心抗议这一点，同时抗议克罗地亚的历史修正主义和否认大屠杀的企图。

### 现代克罗地亚
为了统一对克罗地亚独立的支持，克罗地亚第一任总统弗拉尼奥·图季曼在1980年代后期提倡“pomirba”，即乌斯塔沙和游击队之间的和解。这导致了克罗地亚政治右翼中支持乌斯塔沙的观点、象征和敬礼的复兴。克罗地亚独立后，许多街道被重新命名且带有乌斯塔沙领导人的名字，例如Mile Budak和Jure Francetić。尽管其中一些后来被移除，但自由欧洲电台指出，在90年代被更名为Mile Budak的约20条街道中，到2019 年仍有一半留在克罗地亚。
许多犹太和塞尔维亚组织、克罗地亚历史学家和反法西斯主义者以及各种国际组织一再警告克罗地亚的历史修正主义，其目的是为了尽量减少乌斯塔沙的罪行，甚至是庆祝和赞扬乌斯塔沙政权。克罗地亚历史学家指出，教会一直是提倡修正主义和尽量减少乌斯塔沙罪行的领导者。2013年，克罗地亚天主教大主教管区报纸发表了一篇关于亚塞诺瓦茨集中营的系列文章，这一些列文章声称亚塞诺瓦茨集中营只是一个“纯粹的工作营”，没有发生大规模处决。2015年，克罗地亚主教会议负责人要求克罗地亚军队采用乌斯塔沙军队的敬礼方式来敬礼。
克罗地亚球迷曾多次高呼乌斯塔沙的口号以及敬礼，也因此国际足联和欧足联曾多次对克罗地亚足协进行处罚，称其为“法西斯分子的爆发”。2014年，克罗地亚足球运动员约瑟普·希穆尼奇因带领全场球迷向乌斯塔沙致敬而被禁止参加世界杯。
2019年，奥地利政府通过了一项法律，禁止展示乌斯塔沙标志以及之前被禁止的纳粹标志，这主要是由于克罗地亚民族主义者在克罗地亚政府赞助的一年一度的布莱堡纪念活动中展示了同样的标志，奥地利警方多次因向纳粹和法西斯致敬而逮捕克罗地亚民族主义者。 三名奥地利欧盟议员宣布，成千上万的克罗地亚民族主义者参加的布莱堡仪式是“欧洲最大的法西斯集会”。奥地利天主教会禁止克罗地亚天主教堂成员在布莱堡举行弥撒，因为正如他们所说，“ 布莱堡的弥撒已经成为一种被政治工具化的表现形式的一部分，并且是一种政治-民族仪式的一部分，这种仪式有助于有选择地体验和解释历史”，并补充说它滥用“出于政治目的的宗教服务，同时又没有脱离法西斯世界观。”

### 塞尔维亚民族主义者的使用
二战结束后，塞尔维亚历史学家利用乌斯塔沙宣扬塞尔维亚人抵抗轴心国，而克罗地亚人和波斯尼亚人则广泛支持轴心国。 然而，乌斯塔沙缺乏普通克罗地亚人的支持，也从未在民众中获得任何重要支持。 乌斯塔沙政权仅仅得到了部分克罗地亚人的支持，他们认为自己在两次世界大战期间感到在塞尔维亚人领导的南斯拉夫中受到压迫。 它最初通过创建克罗地亚民族国家而获得的大部分支持，但由于其开展大规模的种族屠杀和歧视政策而失败。在1980年代，塞尔维亚历史学家制作了许多关于二战期间塞尔维亚人被迫皈依天主教的著作。这些历史学家之间的辩论逐渐公开地变成了民族主义的对立，并且也进入了更广泛的群体当中。 1980年代贝尔格莱德的历史学家与政府有密切联系，他们经常上电视讨论二战期间乌斯塔沙针对塞尔维亚人进行的种族灭绝的虚构或真实细节。此外，塞尔维亚神职人员和民族主义者也指责所有克罗地亚人对乌斯塔沙犯下的罪行以及策划对塞尔维亚人的种族灭绝负责。这些宣传活动并没起到南斯拉夫民族和解的作用，反倒是为南斯拉夫内战中，塞尔维亚民族主义者对克罗地亚人和波斯尼亚人进行的种族灭绝起到到了推波助澜的作用。

## 外部連結
- Holocaust era in Croatia: Jasenovac 1941–1945 （页面存档备份，存于）, an on-line museum by the United States Holocaust Memorial Museum
- Fund For Genocide Research, Jasenovac death camp, guskova.ru
- Eichmann Trial, Tel Aviv 1961 （页面存档备份，存于）, nizkor.org
- Lawsuit against the Vatican Bank and Franciscans for return of the Ustaše Treasury by Holocaust victims （页面存档备份，存于）